# Košice

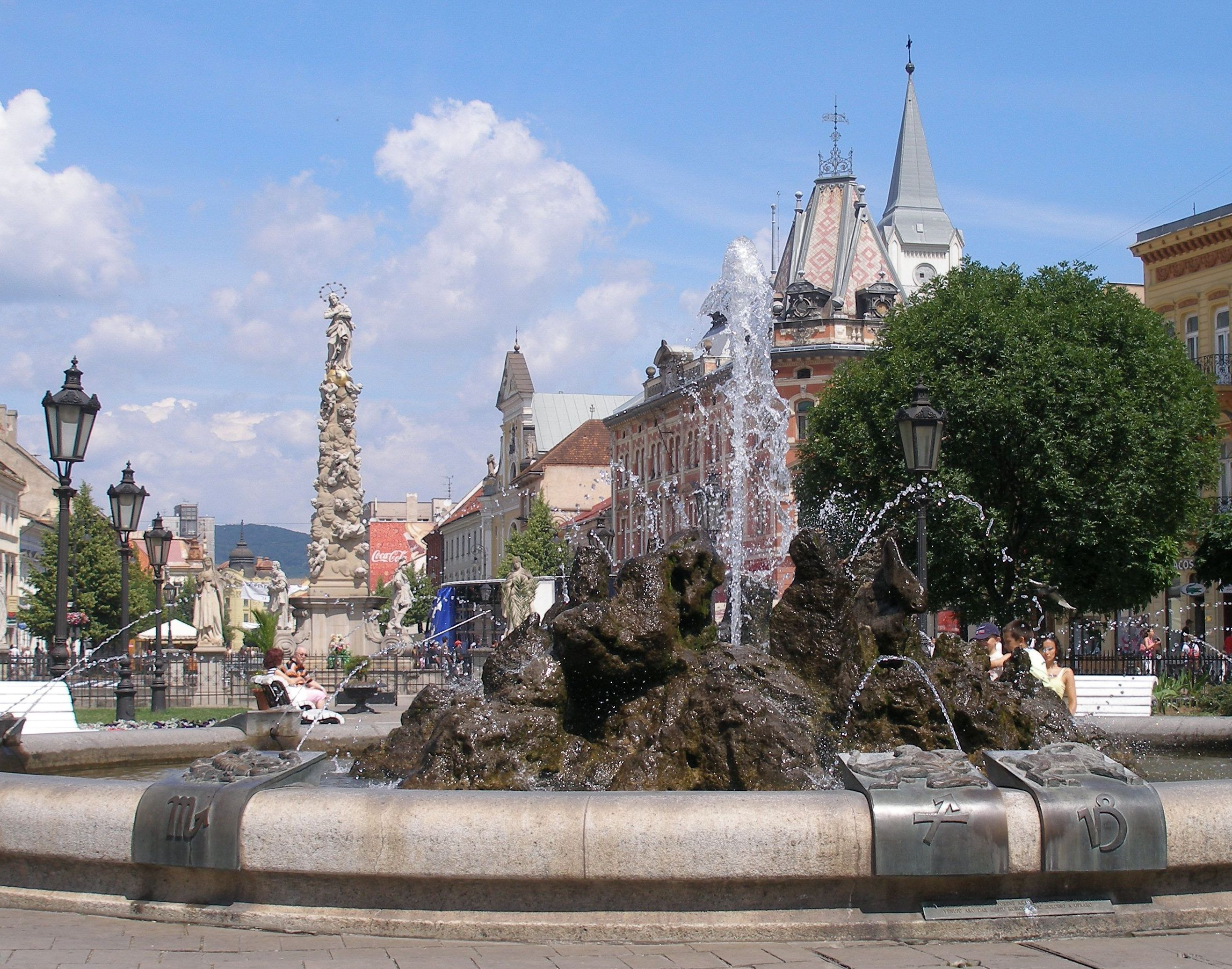
Hlavní ulice od divadla k severu

Košice (německy Kaschau, maďarsky Kassa, latinsky Cassovia) jsou druhé nejlidnatější město Slovenska a přirozená metropole východoslovenského regionu. Jsou sídlem Ústavního soudu SR a Košického samosprávného kraje. Ve městě žije přibližně 224 tisíc obyvatel, v košické aglomeraci v roce 2011 žilo 355 000 obyvatel. Město je také centrem košicko-prešovské aglomerace s 555 800 obyvateli, která patří mezi největší městská seskupení na Slovensku.
Košice jsou významným centrem politického, hospodářského, kulturního a církevního života, sídlem Ústavního soudu SR, košické řeckokatolické eparchie, košické římskokatolické arcidiecéze a sídlem metropolity. V Košicích sídlí Univerzita P. J. Šafárika a Technická univerzita a Univerzitní nemocnice Louise Pasteura, jejíž budova na třídě SNP o výšce 83 metrů, postavená v roce 1979, je nejvyšší budovou ve městě.
Město je střediskem významných kulturních institucí i s celoslovenskou působností, mezi něž patří Státní divadlo Košice, Státní filharmonie Košice, Slovenské technické muzeum, Východoslovenské muzeum, Východoslovenská galerie a Státní vědecká knihovna. Největší menšinu na území města tvoří Maďaři s podílem 3,78 % (podle sčítání obyvatelstva v roce 2001). Pro její potřeby byl zřízen maďarský konzulát.
Město hraje důležitou roli v dopravním propojení východ-západ, kde tvoří spojnici mezi západní a střední Evropou a Ukrajinou s Ruskem prostřednictvím širokorozchodné i normálně rozchodné železniční tratě. Košické mezinárodní letiště zprostředkovává rychlé spojení se západní a střední Evropou pro obyvatele celého Východoslovenského regionu. Ve městě je zastoupen hutnický a strojírenský průmysl. Nachází se zde také skupina firem informačních a telekomunikačních technologií.
Košice mají silnou pozici v rámci Karpatského euroregionu, má tu sídlo jeho slovenská sekce. Spolu s partnerským městem Miškovec vytvořilo v roce 2000 metropolitní Euroregion Košice-Miskolc. Odrazem bohaté historie města je jeho centrum s početnými klenoty gotické, barokní a klasicistní architektury, které tvoří největší městskou památkovou rezervací na Slovensku. Její nejvýznamnější dominantou je největší gotická katedrála na Slovensku, katedrála svaté Alžběty. V roce 2006 Košice navštívilo 260 000 turistů, nejvíc jich bylo z Česka.
Město zvítězilo nad Prešovem, Martinem a Nitrou v souboji o prestižní titul Evropského hlavního města kultury, kterým se stalo pro rok 2013.

## Název

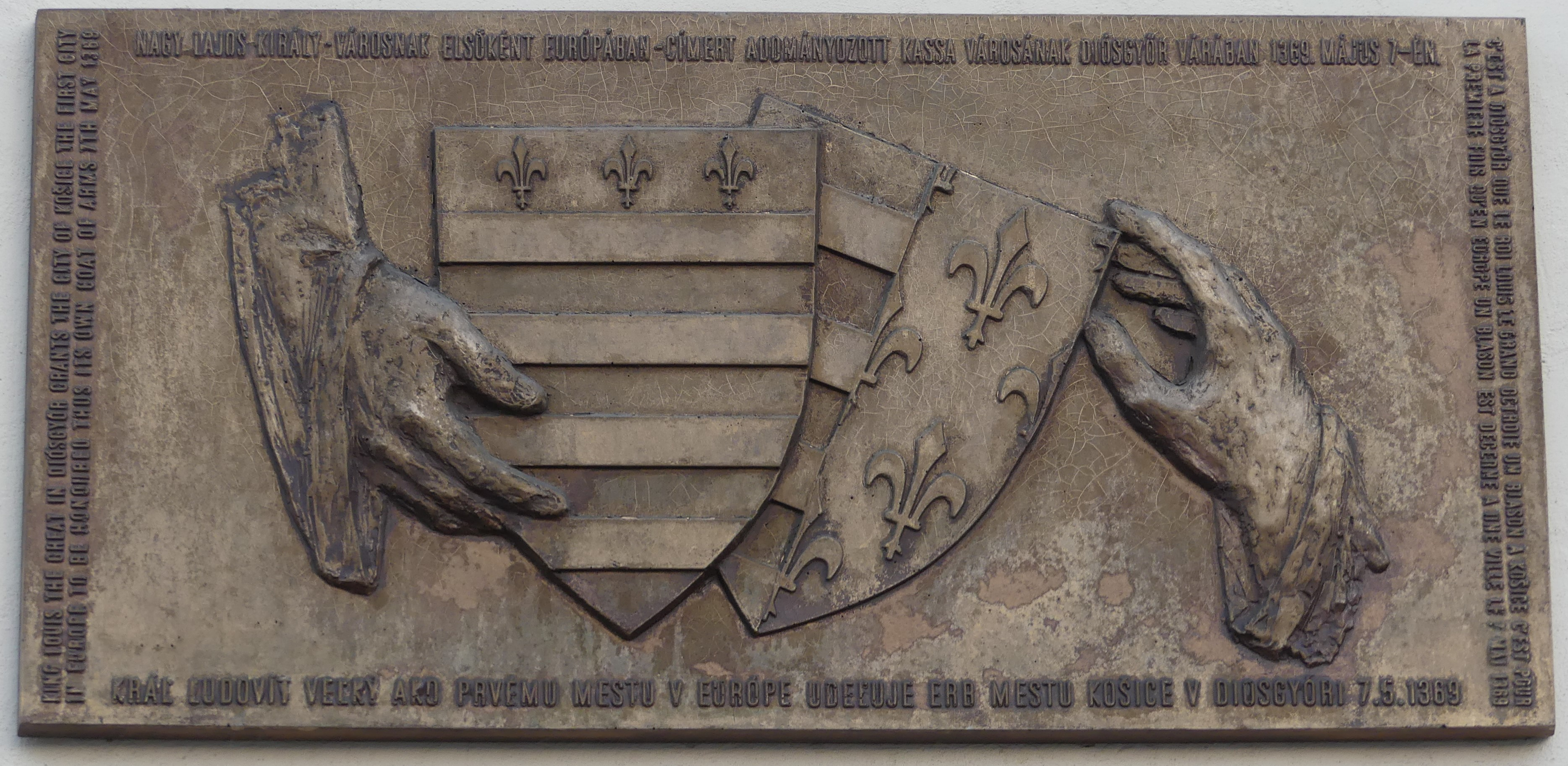
Pamětní deska udělení znaku Košicích králem Ludovítem Velkým dne 7. 5. 1369

Název Košice (latinsky Cassovia, maďarsky Kassa, rusínsky Кошіцї, ukrajinsky Кошиці, francouzsky Cassovie, německy Kaschau, chorvatsky Kašava, polsky Koszyce, hebrejsky קושיצה‎, romsky Kasha) pochází ze slovanského vlastního jména Koša a znamenal osadu rodu Košových. V 11. století jej převzala maďarština a z ní patrně latina. Nejstarší písemně doložená forma je latinské Villa Cassa z roku 1230. Patronymická přípona -ice je patrně pozdější.

## Historie

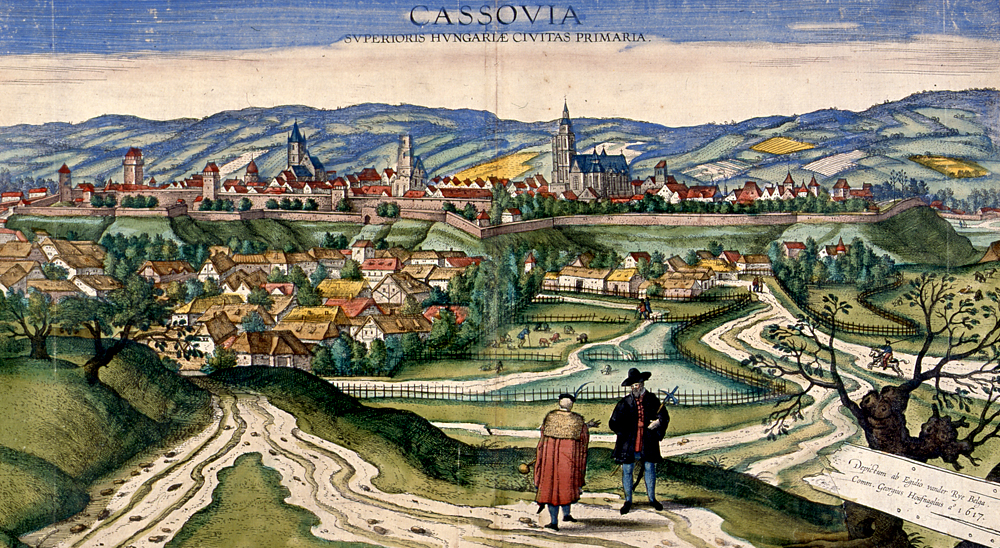
Cassovia – Hlavní město Horních Uher (1617)

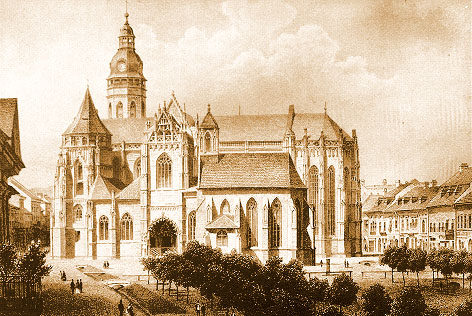
Katedrála před rekonstrukcí (1857)

Dějiny města sahají mnohem hlouběji než první písemná zmínka z roku 1230, která připomíná kostel v královské osadě – Villa Cassa – předchůdkyni pozdějšího města. Městem se Košice staly po roce 1241, kdy král Béla IV. podporoval znovuosídlení Uherského království po mongolském vpádu přizvanými kolonisty ze Saska. Středověká zástavba, soustředěná kolem charakteristicky prodlouženého čočkovitého náměstí, byla v letech 1270–1290 obehnána městskými hradbami. Opevněné město zůstalo významnou vojenskou pevností až do konce 18. století.
V roce 1312, v době bojů o uherský trůn, město vyzbrojilo vojska a po boku krále Karla Roberta z Anjou porazilo v Bitvě u Rozhanovců oligarchy Omodeje Abu a Matúše Čáka Trenčianského, za což si vysloužilo lukrativní privilegia. V roce 1369 Košice získaly městský znak, který je nejstarším písemně doloženým městským znakem v Evropě. Staly se druhým nejdůležitějším městem v Uherském království, se stejnými právy jako mělo hlavní město Budín. Byly kulturním, řemeslnickým a obchodním centrem celé hornouherské oblastí a na důležitých obchodních trasách, především z Pobaltí na Balkán. Za vlády Zikmunda Lucemburského v první polovině 15. století došlo k okázalé gotické výstavbě, jejíž nejvýznamnější ukázkou je Katedrála svaté Alžběty. V polovině 15. století se o město významně zasloužil tehdejší královský kapitán Horních Uher Jan Jiskra z Brandýsa. Za humanistického panování Matyáše Korvína dosáhl rozkvět Košic svého vrcholu, kdy se s 10 000 obyvateli řadily k největším městům Evropy.
Po bitvě u Moháče roku 1526 připadly Košice Habsburkům, kteří však o ně museli bojovat se sedmihradským knížetem Janem Zápolským. Po roce 1541 obsadili velkou část Uherska Turci a Košice byly významnou pevností proti nim. Ve městě se prosadila reformace a od 17. století byly Košice základnou protihabsburských stavovských povstání uherské šlechty, z nichž nejvýznamnější z let 1703–1711 vedl kníže František II. Rákóczi, pohřbený v Košicích. Město bylo hlavní hornouherskou protitureckou vojenskou pevností a centrem katolické vzdělanosti s Košickou univerzitou, založenou jezuity v roce 1657. V polovině 17. století se Košice staly centrem župy Abovské župy, později centrem Abovsko-turňanské župy. V 19. století se staly výstavním posádkovým městem s pronikajícím průmyslem, četnými secesními budovami státních úřadů a institucí a vlastní koňskou, později elektrickou tramvajovou dopravou (1891). Po roce 1918 byly začleněny do rámce nově vzniklého Československa. V letech 1938 až 1945 byly Košice, obývané tradičně převážně Maďary a Němci, připojeny, na základě první vídeňské arbitráže, k horthyovskému Maďarsku.
V roce 1945 zde byla zformována první poválečná československá vláda a vyhlášen Košický vládní program. V roce 1960 se staly krajským městem východního Slovenska. V šedesátých letech byl na jihozápadním předměstí vybudován hutní kombinát Východoslovenské železiarne, což bylo příčinou masového přistěhovalectví a výstavby četných panelových sídlišť. Košice si vysloužily označení nejrychleji rostoucího města v Československu a až do zániku společného státu obsazovaly tradiční příčku pátého největšího města v republice. Historické centrum zůstalo chráněno statutem městské památkové rezervace, největší na Slovensku (stanovená v 1983 s rozlohou 85,375 ha). Od roku 1990 jsou spravovány magistrátem s 22 samosprávnými městskými částmi a od roku 1993 jsou sídlem Ústavního soudu Slovenské republiky.

## Přírodní poměry
Město leží ve východní části Slovenska v Košickém kraji, v blízkosti hranic s Maďarskem (20 km), Ukrajinou (80 km) a Polskem (90 km) na křižovatce historických obchodních cest. Od hlavního města Bratislavy jsou vzdáleny asi 400 km. Centrum města leží v nadmořské výšce 208 metrů, nejvyšším bodem města je vrch Hradová – 466,1 m n. m., který patří do masivu Černé hory.
Město se rozprostírá na obou březích řeky Hornád v geografickém styku severního výběžku Východopanonské pánve – Košické kotliny a karpatského pohoří Slovenské rudohoří, které město ohraničuje na severozápadě masivem Černé hory a Volovských vrchů. Z východu ho obklopuje hradba Slanských vrchů sopečného původu.

### Vodstvo
Město patří do povodí řek Hornád, Slaná a Tisa. Řeka Hornád protéká východní částí města. Pravými přítoky Hornádu jsou Myslavský potok a potok Čermeľ. Městskou částí Šaca v západní části města teče ze severu na jih řeka Ida. Jižně od Košic se do Hornádu vlévají levostranné přítoky Torysa a Olšava. Před povodněmi město chrání přehrady na Hornádu Ružín I a Ružín II.
Vodní poměry města nebyly příznivé pro vytvoření přírodních vodních ploch. V intravilánu města a jeho okolí se nachází umělé vodní nádrže na řekách Hornád a Ida. Podél Hornádu v jižní části města jsou zachována slepá ramena.
- vodná plocha Jezero
- Seligovo jezero
- Čanianská jazerá
- vodní nádrž Bukovec – zásobárna pitné vody
- vodní nádrž Poľov – zásobárna užitkové vody pro železárny U. S. Steel Košice
- vodní nádrž Pod Bukovcom – zásobárna užitkové vody pro železárny U. S. Steel Košice

### Podnebí
Podnebí Košic je kontinentálně mírné s průměrnými teplotami -3 °C v lednu a 19 °C v červenci. Průměrná roční teplota se pohybuje okolo 8,4–8,7 °C. Průměrný roční úhrn srážek je asi 600–650 mm.
| Letiště Košice | 2001            | 2001         | 2002            | 2002         | 2003            | 2003         |
| Měsíc          | Měsíční průměry | Úhrny srážek | Měsíční průměry | Úhrny srážek | Měsíční průměry | Úhrny srážek |
| Leden          | −0,2 °C         | 54,9 mm      | −2,2 °C         | 5,2 mm       | −3,8 °C         | 5,1 mm       |
| Únor           | 1,1 °C          | 7,4 mm       | 2,8 °C          | 11,1 mm      | −3,2 °C         | 13,4 mm      |
| Březen         | 5,5 °C          | 89,7 mm      | 5,8 °C          | 11,4 mm      | 3,3 °C          | 6,2 mm       |
| Duben          | 10,0 °C         | 46,6 mm      | 10,5 °C         | 25,0 mm      | 9,4 °C          | 39,5 mm      |
| Květen         | 16,4 °C         | 31,9 mm      | 17,9 °C         | 39,3 mm      | 18,3 °C         | 37,8 mm      |
| Červen         | 17,1 °C         | 61,7 mm      | 19,4 °C         | 88,6 mm      | 20,6 °C         | 43,4 mm      |
| Červenec       | 20,5 °C         | 115,8 mm     | 22,2 °C         | 115,4 mm     | 21,3 °C         | 60,9 mm      |
| Srpen          | 20,8 °C         | 25,4 mm      | 20,4 °C         | 112,6 mm     | 21,6 °C         | 81,3 mm      |
| Září           | 13,3 °C         | 58,4 mm      | 14,2 °C         | 53,9 mm      | 14,7 °C         | 66,4 mm      |
| Říjen          | 11,6 °C         | 18,1 mm      | 7,8 °C          | 92,7 mm      | 6,8 °C          | 81,6 mm      |
| Listopad       | 2,0 °C          | 46,2 mm      | 5,3 °C          | 23,1 mm      | 5,8 °C          | 21,3 mm      |
| Prosinec       | −4,9 °C         | 10,3 mm      | −3,3 °C         | 31,8 mm      | −0,8 °C         | 21,1 mm      |

- Absolutní maximum: 38,5 °C (20. července 2007)
- Absolutní minimum: −30,5 °C (16. února 1940)

| Košice – podnebí                  | Košice – podnebí | Košice – podnebí | Košice – podnebí | Košice – podnebí | Košice – podnebí | Košice – podnebí | Košice – podnebí | Košice – podnebí | Košice – podnebí | Košice – podnebí | Košice – podnebí | Košice – podnebí | Košice – podnebí |
| Období                            | leden            | únor             | březen           | duben            | květen           | červen           | červenec         | srpen            | září             | říjen            | listopad         | prosinec         | rok              |
| --------------------------------- | ---------------- | ---------------- | ---------------- | ---------------- | ---------------- | ---------------- | ---------------- | ---------------- | ---------------- | ---------------- | ---------------- | ---------------- | ---------------- |
| Průměrné denní maximum [°C]       | 0                | 2                | 8                | 13               | 18               | 21               | 23               | 23               | 19               | 13               | 5                | 0                | 12               |
| Průměrná teplota [°C]             | −2               | 0                | 4                | 9                | 14               | 17               | 18               | 18               | 15               | 9                | 2                | −1               | 8                |
| Průměrné denní minimum [°C]       | −5               | −3               | 0                | 5                | 9                | 12               | 13               | 13               | 10               | 5                | 0                | −3               | 5                |
| Průměrné srážky [mm]              | 2                | 3                | 3                | 3                | 6                | 8                | 8                | 7                | 5                | 3                | 4                | 3                | 61               |
| Zdroj: Weatherbase 9. květen 2009 |                  |                  |                  |                  |                  |                  |                  |                  |                  |                  |                  |                  |                  |

## Obecní správa

### Členění města
Město Košice je děleno na 22 samosprávných městských částí, které jsou spravovány vlastními místními zastupitelstvy v čele se starosty.
| Košice city parts colored | Okresy a městské části | Okresy a městské části | Okresy a městské části | Okresy a městské části | Okresy a městské části |
| Košice city parts colored | Košice I               | Košice II              | Košice III             | Košice IV              |                        |
| Košice city parts colored | Džungľa                | Lorinčík               | Dargovských hrdinov    | Barca                  |                        |
| Košice city parts colored | Kavečany               | Luník IX               | Košická Nová Ves       | Juh                    |                        |
| Košice city parts colored | Sever                  | Myslava                |                        | Krásna                 |                        |
| Košice city parts colored | Sídlisko Ťahanovce     | Pereš                  |                        | Nad jazerom            |                        |
| Košice city parts colored | Staré Město            | Poľov                  |                        | Šebastovce             |                        |
| Košice city parts colored | Ťahanovce              | Sídlisko KVP           |                        | Vyšné Opátske          |                        |
| Košice city parts colored | Šaca                   |                        |                        |                        |                        |
| Košice city parts colored | Západ                  |                        |                        |                        |                        |

### Samospráva
Zákon Národní rady Slovenské republiky ze dne 1. října 1990 o městě Košice č.401/1990 Sb. určil Košicím statut města spravovaného magistrátem, městským zastupitelstvem a primátorem města. Novelizace zákona z roku 2006 č. 222/2006 Sb. rozšířila mj. pravomoci místních zastupitelstev městských částí.
Městské zastupitelstvo je orgánem samosprávy města a rozhoduje o nejdůležitějších otázkách celoměstského charakteru. Má 41 poslanců, volených přímo podle proporcionálního principu, tj. podle velikosti jednotlivých městských částí, na období čtyř let.
Primátor je výkonným a reprezentativním orgánem města. Je volen přímo na čtyřleté období, a to v jednokolové volbě systémem relativní většiny. Vede jednání městského zastupitelstva a městské rady a podepisuje jejich usnesení. Má dva náměstky.
Městská rada je výkonným a poradním orgánem primátora, skládá se z 15 členů volených městským zastupitelstvem ze svých řad, dále všech starostů jednotlivých městských částí a primátora města.
Magistrát je odbornou a administrativní složkou, dělí se na oddělení a referáty, v jeho čele stojí ředitel.
Decentralizací veřejné správy od roku 2002 přešla většina kompetencí krajů a okresů na samosprávný kraj. Košice jsou sídlem Košického samosprávného kraje. Na úrovni státní správy je území města spravované Obvodním úřadem Košice s působností pro celý Košický kraj.[19]

## Sport
Ve městě sídlí řada sportovních klubů, např.:
- 1. Baseballový klub Slávia UPJŠ Košice
- Young Angels Košice
- CBK Košice
- HC Košice
- FC Lokomotíva Košice
- FC Košice
- Podpor Pohyb Košice

## Pamětihodnosti
Většina historicky cenných staveb je soustředěna na Hlavní ulici, severojižní páteři historického města, dlouhé 1 200 m. Přibližně v polovině se v její ose nachází ostrůvek s kaplí sv. Michala, katedrálou sv. Alžběty, Urbanovou věží, Státním divadlem a Mariánským sloupem (od jihu k severu). Šířka hlavní ulice vyplývá z faktu, že původně ní protékal také potok Čermeľ.
- Katedrála svaté Alžběty uherské uprostřed Hlavní ulice, pozdně gotická trojlodní stavba 60 m dlouhá a 36 m široká, s příčnou lodí uprostřed své délky a se dvěma věžemi v průčelí. Stavěla se od konce 14. století do roku 1506.
- Kaple svatého Michala jižně od katedrály je gotická jednolodní stavba, původně hřbitovní kostel, z konce 14. století.
- Urbanova věž severně od katedrály je bývalá zvonice, vzniklá renesanční přestavbou nižší gotické věže. Dole je obklopena sloupovou galerií.
- Levočský dům z 15. století sloužil jako hostinec pro levočské kupce. Stojí naproti divadlu a byl během doby několikrát přestavěn.
- Kostel svatého Antonína Paduánského, původně součást františkánského kláštera ze 14. století s barokní fasádou a věží na východní straně.
- Východoslovenská galerie naproti katedrále. Umístěna v bývalém župním domě, kde byl v roce 1945 vyhlášen Košický vládní program.
- Slovenské technické muzeum v barokním paláci v severní části Hlavní ulice, naproti kostelu sv. Antonína. Muzeum má celoslovenskou působnost s expozicemi ne více místech Slovenska.
- Státní divadlo v ose Hlavní ulice, bohatě zdobená stavba z roku 1899. Stojí na místě někdejší středověké radnice a staršího divadla z roku 1790.
- Mariánský sloup a dvě kamenné kašny rovněž v ose Hlavní ulice.
- Miklušova věznice za Levočským domem, dva pozdně středověké domy, slouží jako městské muzeum. V blízkosti se nachází Katova bašta – zbytek městského opevnění s replikou domu Rodošto, v němž žil v exilu František Rákoczi II.
- Jakabův palác, honosná novogotická vila v Mlýnské ulici, nedaleko od hlavního nádraží. V roce 1945 byl sídlem prezidenta Beneše.
- Arcibiskupský palác
- Hadik-Barkóciho palác
- Košická citadela
- Pamětní dům Františka II. Rákócziho
- Dominikánský kostel
- Kalvínský kostel
- Kostel Božského Srdce Ježíšova
- Kostel Krista Krále
- Kostel Královny míru
- Kostel Nejsvětější Trojice
- Kostel Sedmibolestné Panny Marie
- Kaple svaté Rozálie
- Sousoší Neposkvrněné Panny Marie
- Mezinárodní maraton míru s tradicí od roku 1924

### Galerie

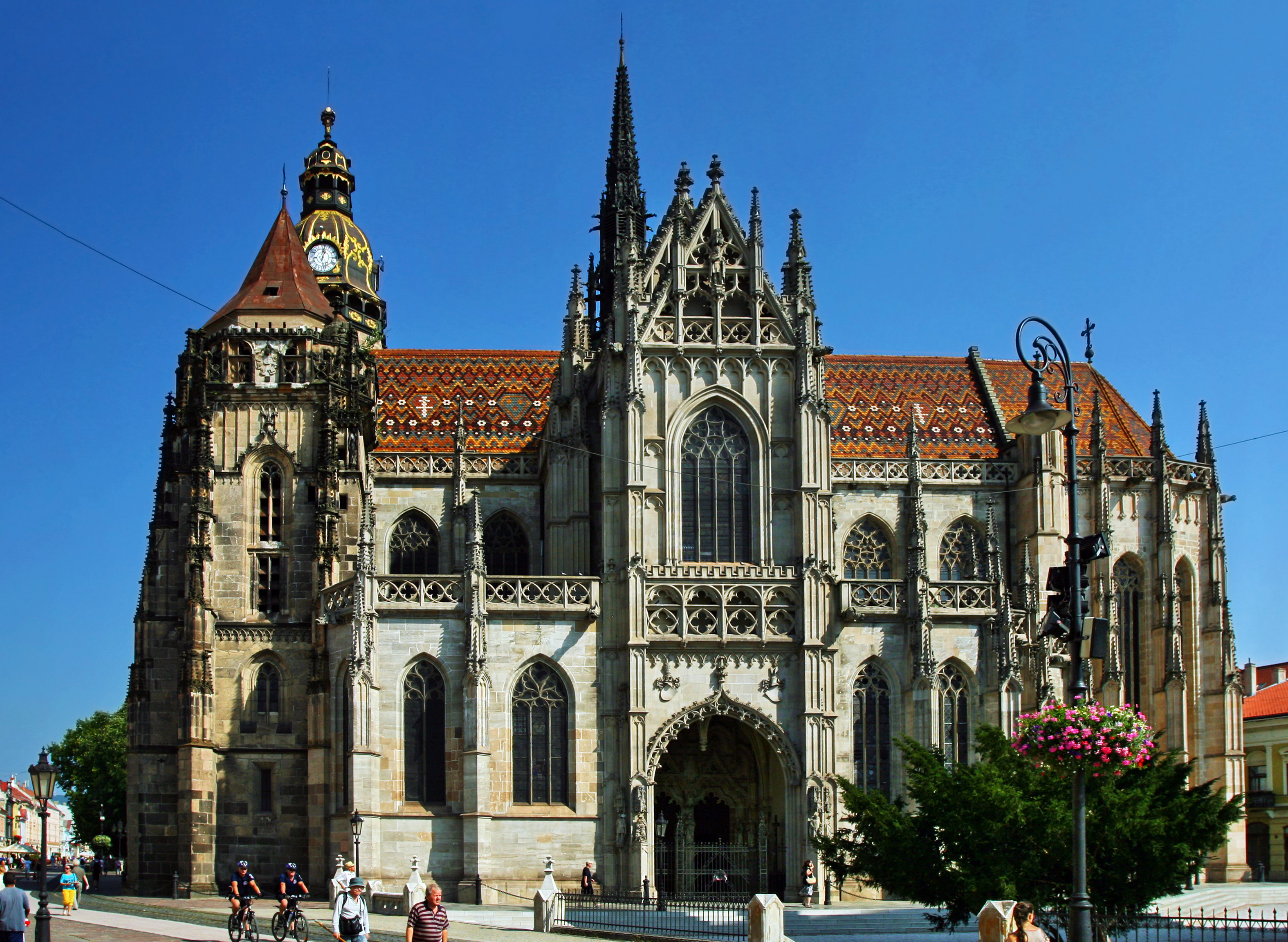
Katedrála od jihu
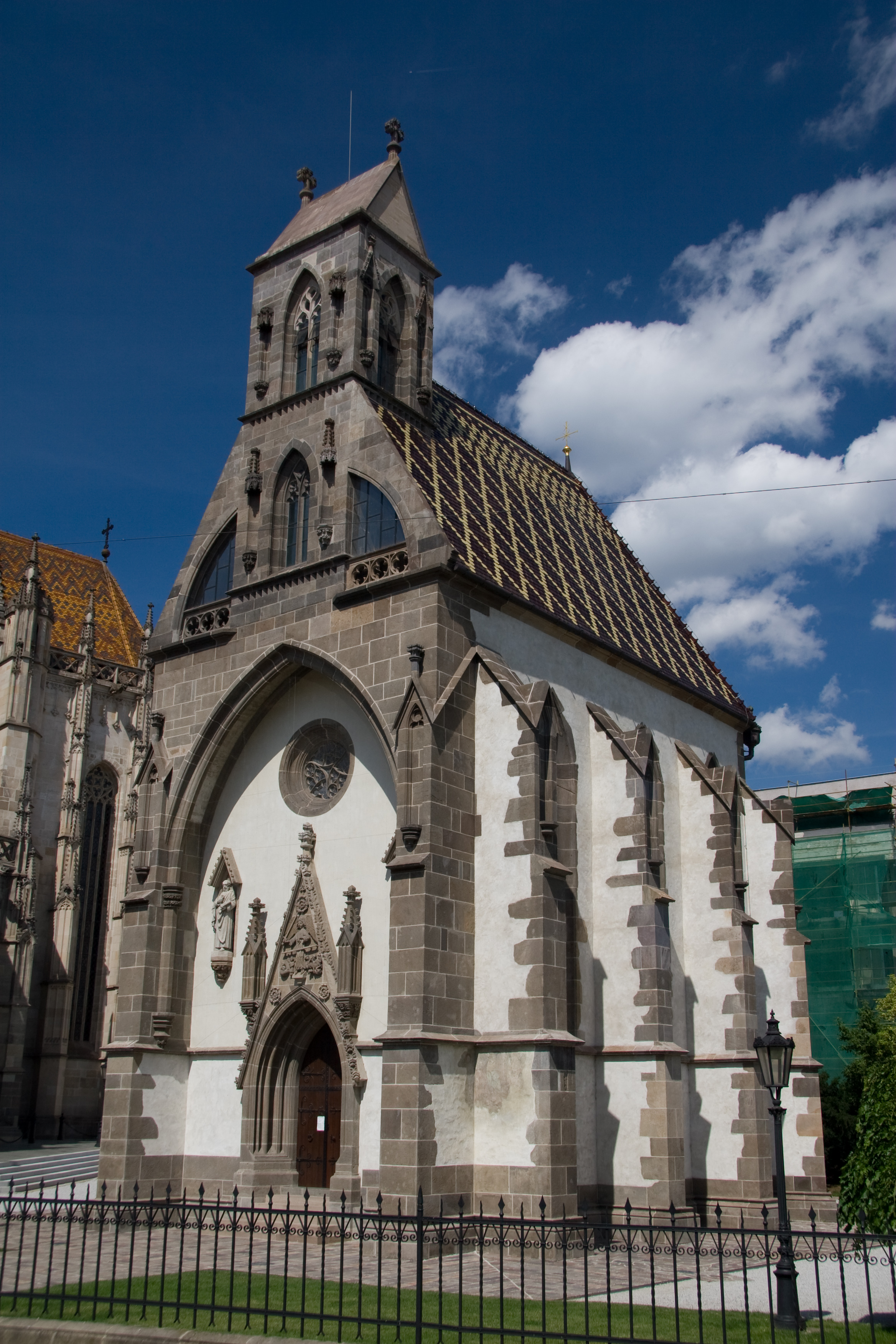
Kaple sv. Michala
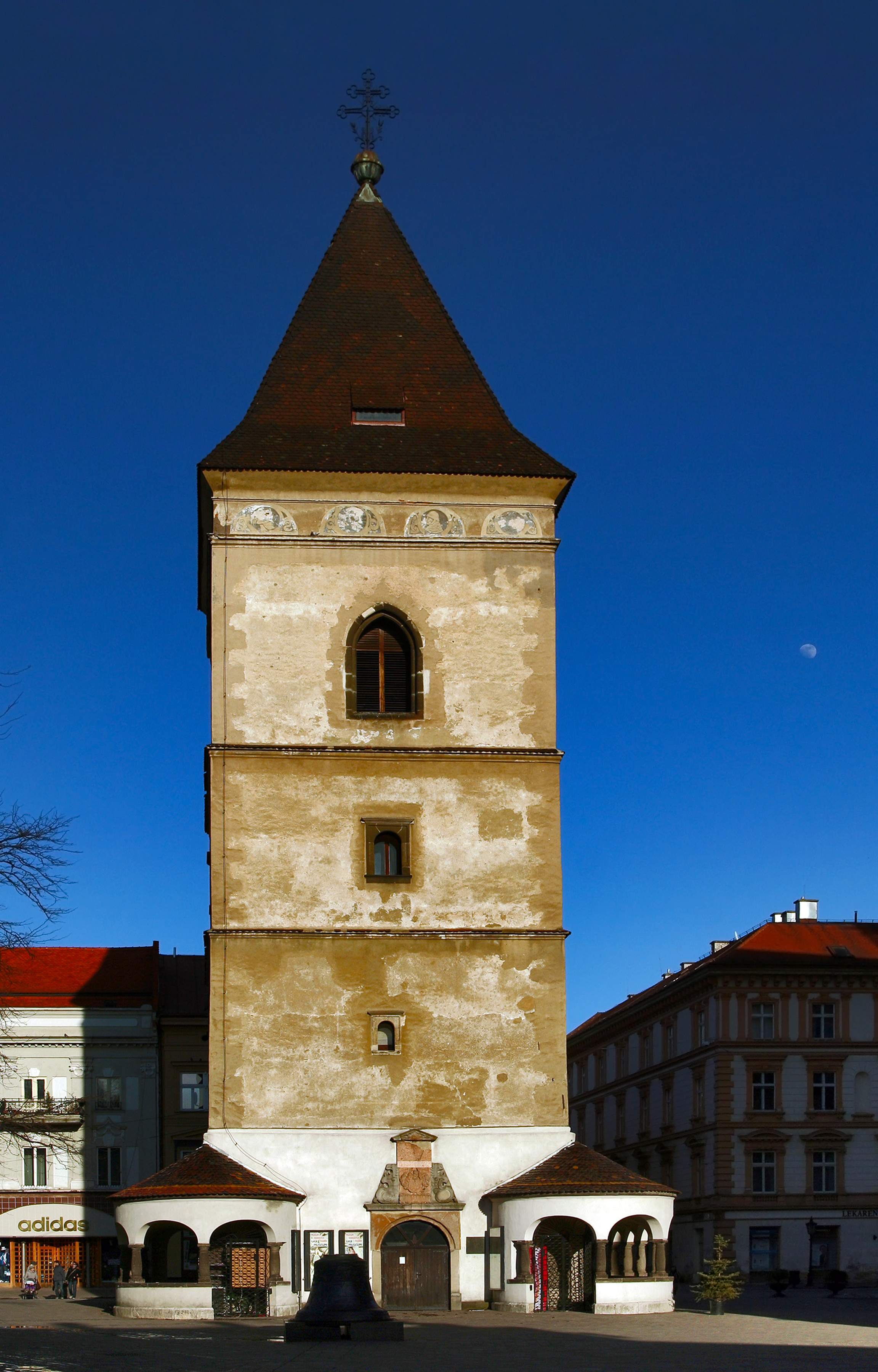
Urbanova věž
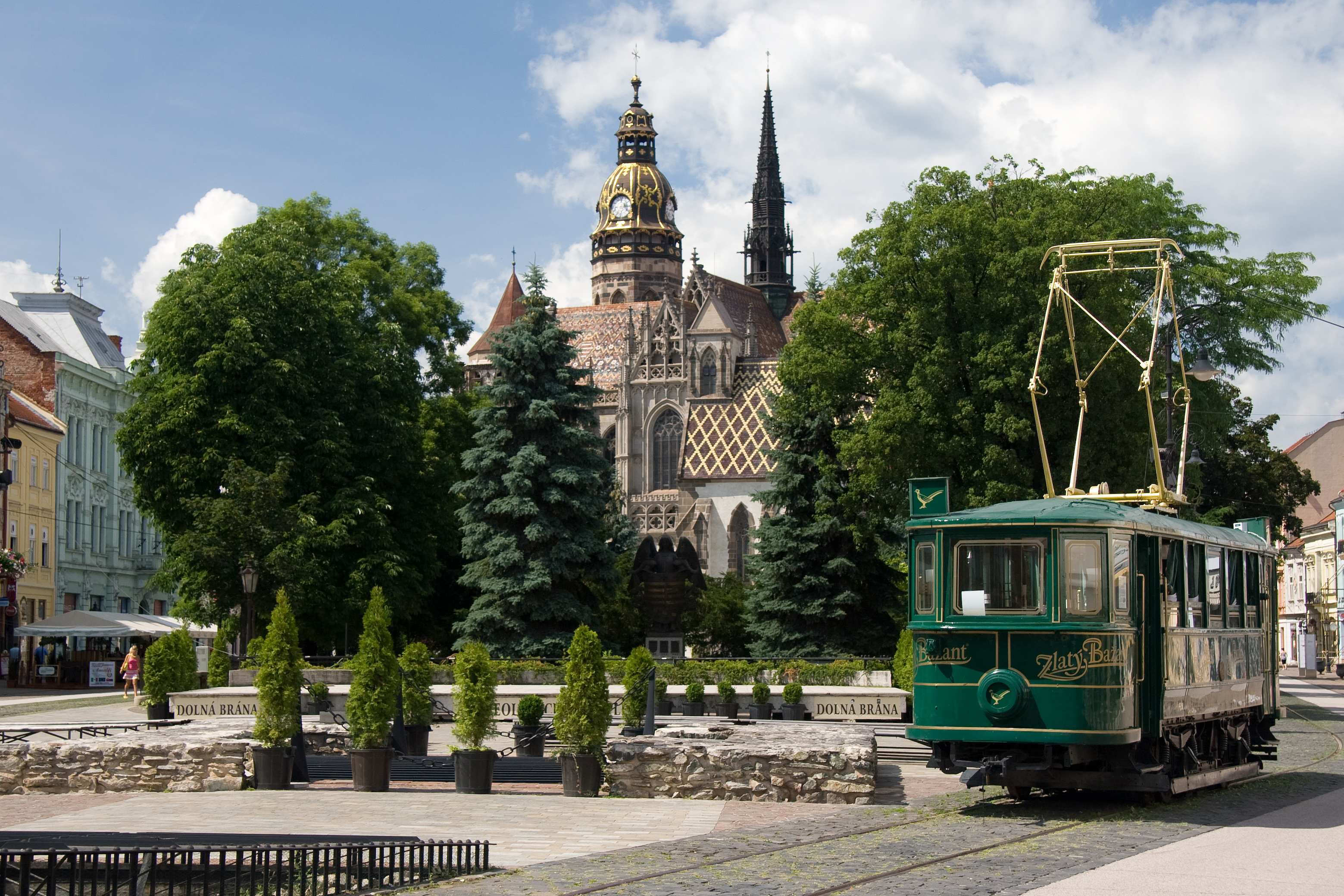
Hlavní ulice, v pozadí katedrála
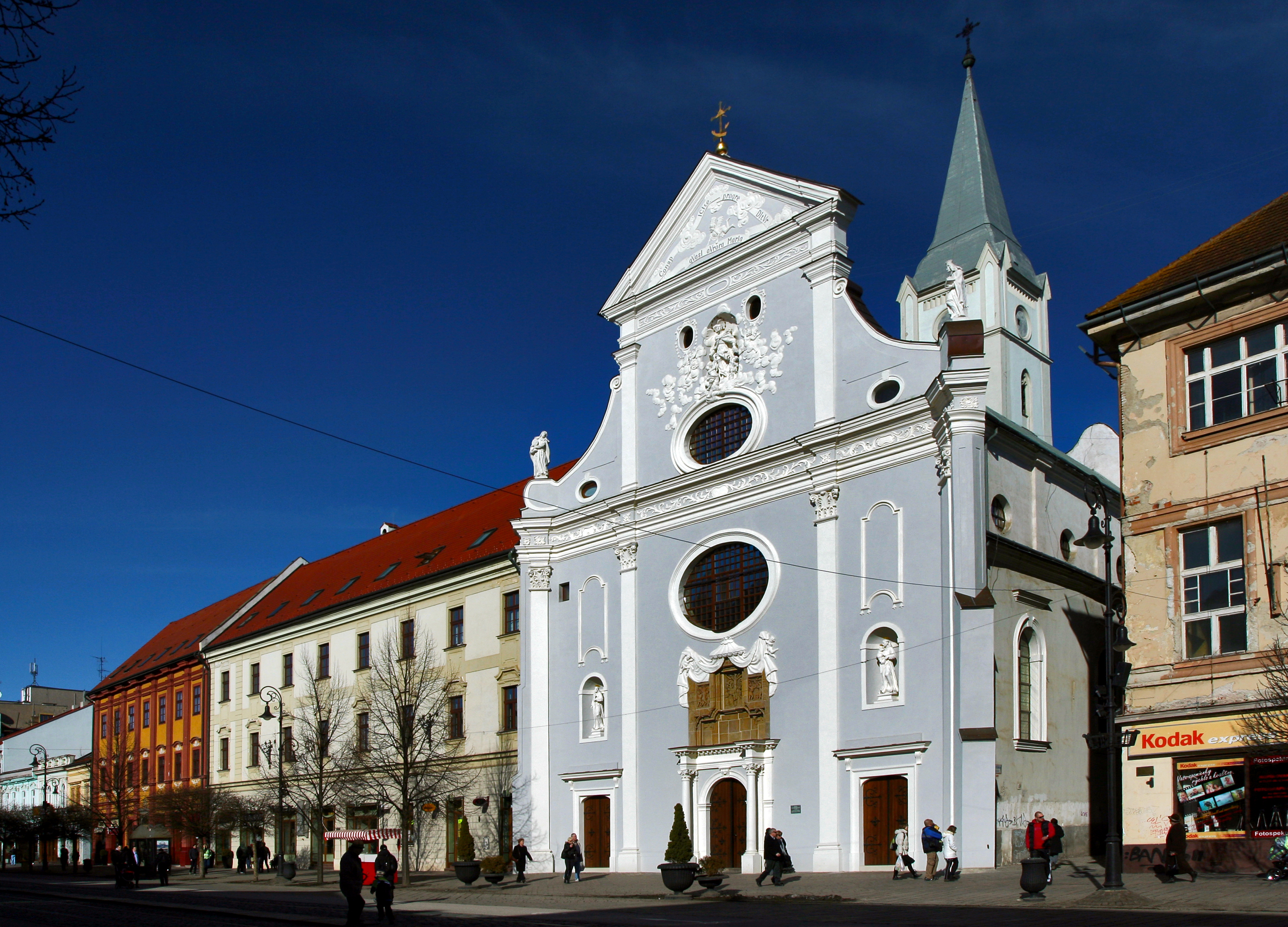
Kostel sv. Antonína Paduánského
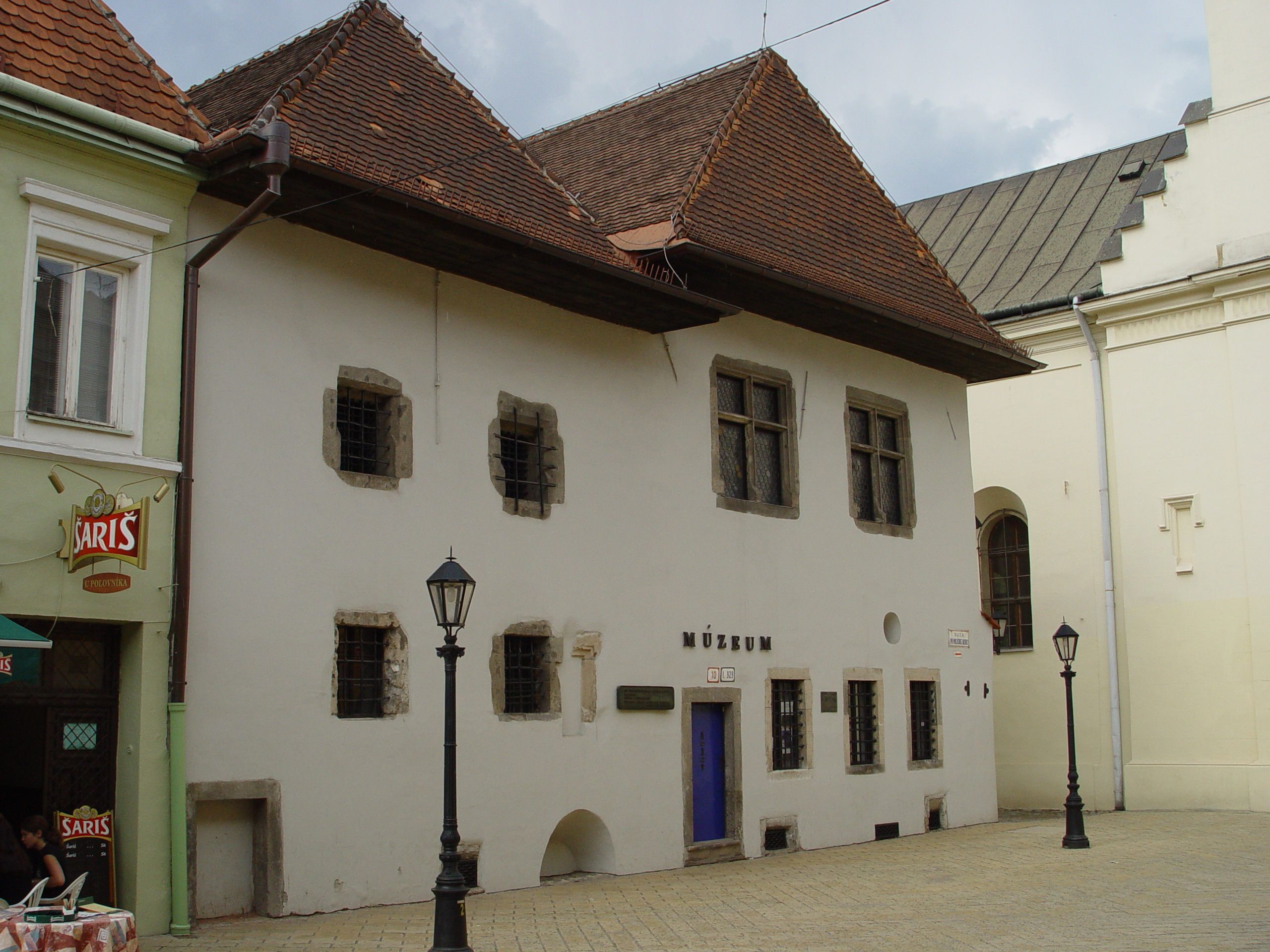
Miklušova věznice
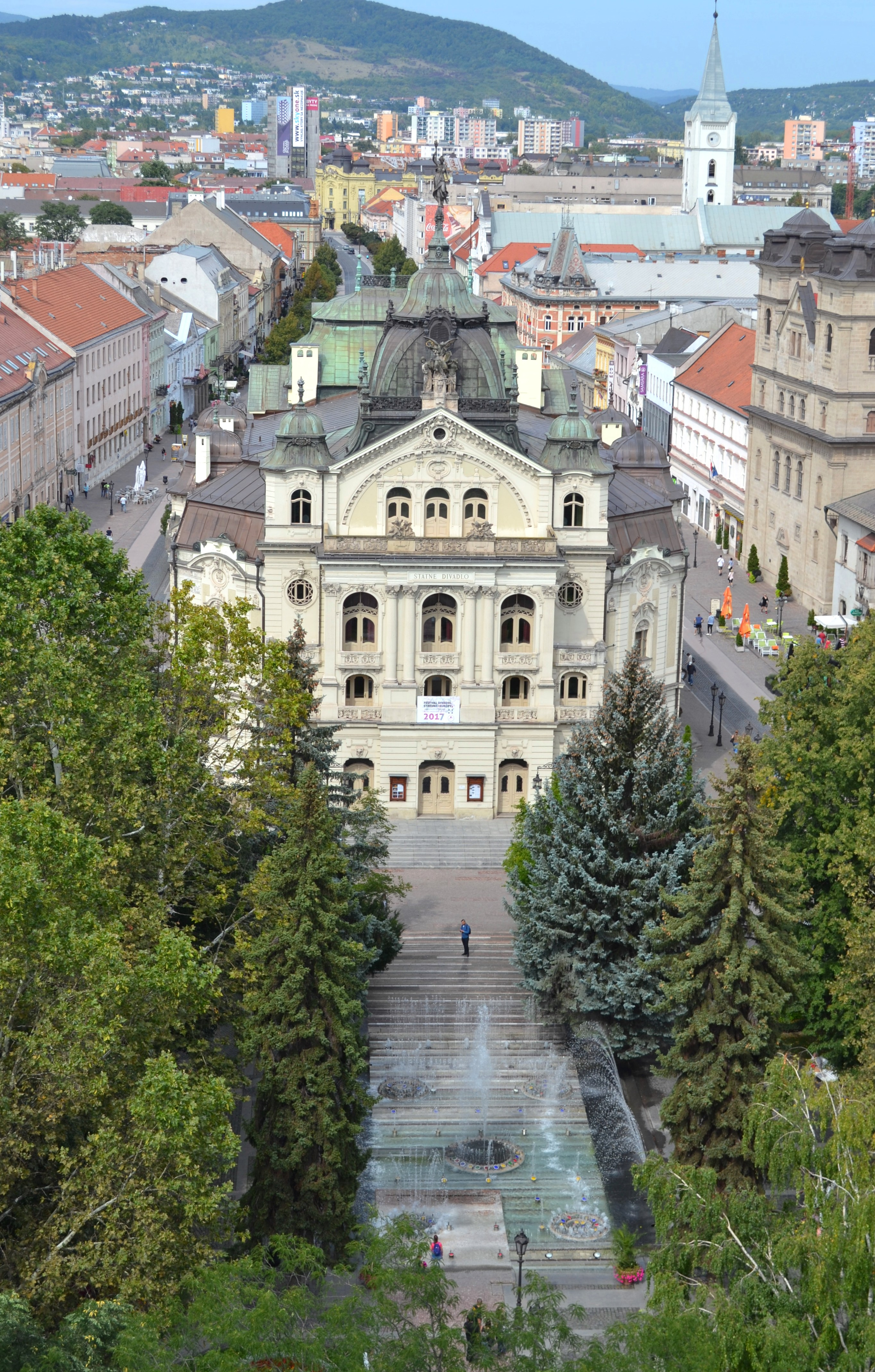
Státní divadlo

## Osobnosti

### Rodáci
- Miroslav Barták (1938), slovenský a český kreslíř, ilustrátor a humorista
- Erna Diez (1913–2001), archeoložka, která se zabývala římským uměním a archeologii římských provincií Noricum a Panonie
- Edith Eva Egerová (* 1927), americká psycholožka a spisovatelka, původem z Košic, přežila holocaust
- Imrich Henszlmann (1813–1888), architekt, člen uherské akademie věd
- Martina Hingisová (* 1980), švýcarská profesionální tenistka
- Peter Kerekes (* 1973), slovenský dokumentarista, scenárista a producent
- Miroslav Klivar (1932–2014), výtvarník, spisovatel a pedagog
- Gyula Kosice (1924–2016), sochař, teoretik a básník
- Alex Král (* 1998), český fotbalista
- Sándor Márai (1900–1989), spisovatel
- Štefan Margita (* 1956), československý operní pěvec
- Waldemar Matuška (1932–2009), československý zpěvák
- Jozef Psotka (1934–1984), slovenský horolezec
- Rudolf Schuster (* 1934), bývalý prezident Slovenska
- Alžbeta Štrkulová (* 1945), modelka, televizní hlasatelka a herečka
- Petra Nagyová-Džerengová (* 1972), slovenská spisovatelka

### Ostatní osobnosti
- Gyula Andrássy starší (1823–1890), politik, diplomat a ekonom
- Ladislav Ignác Berčéni (1689–1778), francouzský maršál
- Štěpán Bočkaj (1557– 1606), sedmihradský kníže a uherský protikrál
- Adolf Ivanovič Dobriansky-Sačurov (1817–1901), poslanec uherského sněmu, spoluzakladatel Matice slovenské
- Teodor Hirner (1910–1975), hudební skladatel, varhaník, dirigent, ředitel konzervatoře v Košicích
- Ferenc Kazinczy (1759–1831), spisovatel a jazykovědec
- Tivadar Lehoczky (1830–1915), maďarský právník , archeolog, etnograf a historik, studoval zde
- Mikuláš Jozef Lexmann (1899–1952), převor dominikánského kláštera, oběť komunistického režimu
- Olena Mondičová (1902–1975), sochařka
- Ján Pisančin (*1941), známý jako komik a vyprávěč Ander z Košíc
- Jonáš Záborský (1812–1876), slovenský národní buditel, básník a spisovatel; v Košicích působil a má zde pamětní desku

## Partnerská města
- Abaújszántó, Maďarsko (memorandum o spolupráci podepsáno 20. června 2007)
- Budapešť, Maďarsko (spolupráce v oblasti kultury, podepsána 9. května 1997)
- Bursa, Turecko (dohoda o partnerství, podepsána 29. března 2000)
- Danang, Vietnam (memorandum o spolupráci podepsáno 16. 4. 2015)
- Hočiminovo město, Vietnam (memorandum o spolupráci podepsáno 15. 12. 2016)
- Chotěbuz, Německo (dohoda o partnerství, podepsána 6. července 1992)
- Katowice, Polsko (dohoda o partnerství a spolupráci podepsána 18. 9. 2009)
- Krosno, Polsko (dohoda o partnerství a spolupráci podepsána 6. 5. 2009)
- Miskolc, Maďarsko (dohoda o spolupráci, podepsána 7. května 1997 v Košicích a 11. května 1997 v Miškolci)
- Mobile, USA (dohoda o partnerství podepsána 12. dubna 1991 v Mobile a 20. března 1992 v Košicích)
- Niš, Srbsko (dohoda o spolupráci, podepsána 22. března 2001)
- Ostrava, Česko (dohoda o spolupráci, podepsána 24. května 2001)
- Plovdiv, Bulharsko (dohoda o spolupráci, podepsána 29. listopadu 2000)
- Raahe, Finsko (dohoda o družebních vztazích, podepsána 28. června 1987)
- Řešov, Polsko (prohlášení o regionální spolupráci, podepsáno 23. listopadu 1991)
- Užhorod, Ukrajina (dohoda o spolupráci, podepsána 16. ledna 1993)
- Verona, Itálie (prohlášení o spolupráci, podepsáno 20. srpna 1992)
- Vysoké Tatry, Slovensko (memorandum o spolupráci podepsáno 30. 6. 2006)
- Wu-chan, Čína (memorandum o spolupráci podepsáno 6. 11. 2012)
- Wuppertal, Německo (dohoda o spolupráci, podepsána 22. května 1980)

### Bývalá partnerská města
- Petrohrad, Rusko (protokol o partnerství a spolupráci, podepsán 28. října 1995)
- Vitebsk, Bělorusko (memorandum o spolupráci podepsáno 8. 7. 2015)

Poznámka
Poslanci města Košice dne 17. března 2022 odhlasovali poslanecký návrh na zrušení partnerství s Petrohradem a Vitebskem v reakci na válečnou situaci na Ukrajině.